# Santana da Ponte Pensa (ort)
Santana da Ponte Pensa är en ort i Brasilien.   Den ligger i kommunen Santana da Ponte Pensa och delstaten São Paulo, i den södra delen av landet, 600 km sydväst om huvudstaden Brasília. Santana da Ponte Pensa ligger 430 meter över havet och antalet invånare är 1 641.
Terrängen runt Santana da Ponte Pensa är platt. Närmaste större samhälle är Santa Fé do Sul, 14,2 km väster om Santana da Ponte Pensa.
Omgivningarna runt Santana da Ponte Pensa är huvudsakligen savann. Runt Santana da Ponte Pensa är det ganska glesbefolkat, med 43 invånare per kvadratkilometer.